# ابوطاهر صایغ
ابوطاهر صایِغ (؟ – ۱۱۱۳م/ ۵۰۷ق) داعی اسماعیلی نزاری در سوریه بود که پس از درگذشت داعی حکیم منجم در سال ۴۹۶ هجری/۱۱۰۳ میلادی، رهبری نزاریان سوریه را بر عهده گرفت. او فارسی‌تبار بود و همچون پیشینیانش از سوی مرکز نزاریان در الموت به سوریه فرستاده شده بود. ابوطاهر در دربار رضوان (۱۰۹۵ – ۱۱۱۳م)، حاکم سلجوقی حلب، جایگاه ویژه‌ای یافت، اما تلاش‌هایش برای تسلط بر دژها و مناطق شمال سوریه بی‌ثمر ماند. او مدتی کوتاه قلعهٔ افامیا را تصرف کرد، اما به‌دست تانکرد، امیر صلیبی انطاکیه، از آن‌جا رانده شد. با درگذشت رضوان در سال ۵۰۷ قمری/۱۱۱۳ میلادی، اوضاع برای نزاریان در حلب وخیم شد؛ ابوطاهر همراه با شماری از رهبران نزاری دستگیر و در همان سال اعدام شد. پس از ابوطاهر، بهرام داعی جانشین او شد. 

## زندگی
ابوطاهر دومین داعی نزاری در سوریه بود که از سوی حسن صباح پس از مرگ حکیم منجم به این منطقه اعزام شد. او توانست با رضوان، حاکم سلجوقی حلب، اتحاد برقرار کند و پایگاه نزاریان را در حلب حفظ نماید. ابوطاهر سیاست پیشین نزاریان را ادامه داد و در تلاش بود تا با تصرف دژها در مناطق دارای گرایش‌های اسماعیلی، نفوذ فرقه را گسترش دهد؛ تمرکز او عمدتاً بر ارتفاعات جبل السماق بین رود عاصی و حلب بود.در آن زمان، منطقه علیای رود عاصی میان جناح‌الدوله در حمص، بنی‌منقذ در شَیزر، و خلف بن ملاعب، فرماندار فاطمی افامیا که در قلعه المضیق مستقر بود، تقسیم شده بود. جناح‌الدوله در سال ۱۱۰۳ به دست حکیم منجم ترور شد و سه سال بعد، در فوریهٔ ۱۱۰۶، خَلَف بن مُلاعِب که احتمالاً اسماعیلی مستعلی و مخالف همکاری با نزاریان بود، به دست ابوالفتح سرمینی با همکاری ابوطاهر کشته شد.پس از آن، ابوطاهر و ابوالفتح با نقشه‌ای زیرکانه قلعة المضیق و شهر افامیا را تصرف کردند. تانکرد، نایب‌السلطنهٔ شاهزاده‌نشین انطاکیه، در ابتدا در محاصره افامیا ناکام ماند، اما چند ماه بعد با کمک مصعب بن ملاعب، برادر خلف، دوباره شهر را محاصره کرد و در سپتامبر ۱۱۰۶ تصرفش کرد. در پی آن، ابوالفتح اعدام شد و ابوطاهر با پرداخت فدیه نجات یافت و به حلب بازگشت.
در سال ۱۱۱۱، تلاش نافرجام برای ترور ابوحرب عیسی بن زید، یکی از ثروتمندان ایرانی‌تبار حلب، موجب خشم عمومی مردم حلب نسبت به اسماعیلیان نزاری شد. با وجود این، رضوان، حاکم سلجوقی حلب، همچنان از نزاریان حمایت کرد. اما با مرگ رضوان در سال ۱۱۱۳، نزاریان حلب یکی از مهم‌ترین متحدان خود را از دست دادند. در دوران کوتاه سلطنت پسر نوجوان او، آلب‌ارسلان الاخرس، قلعهٔ بالس در مسیر حلب به بغداد به ابوطاهر واگذار شد. با آغاز کارزار ضد نزاری محمد اول تپر، سلطان سلجوقی، سعید بن بدیع، رئیس دیوان حلب، مأمور شد تا آلب‌ارسلان را علیه نزاریان تحریک کند. در پی آن، ابوطاهر و بسیاری از نزاریان در حلب اعدام شدند و باقی‌ماندگان یا پراکنده شدند یا فعالیت‌های خود را به شکل پنهانی ادامه دادند.